# Dag Sørås
Dag Sørås, född 1978, är en norsk ståuppkomiker och satiriker från Narvik.

## Biografi
År 2007 vann han priset för Bästa nykomling i den norska tävlingen Komiprisen, ett pris han varit nominerad till tre gånger.
Sørås debuterade som komiker i Trondheim 2002, är nu bosatt i Oslo.
Sørås uppträdde vid julshowen Julelatter 2007 med komikerna Johan Golden, Lisa Tønne och Dagfinn Lyngbø.

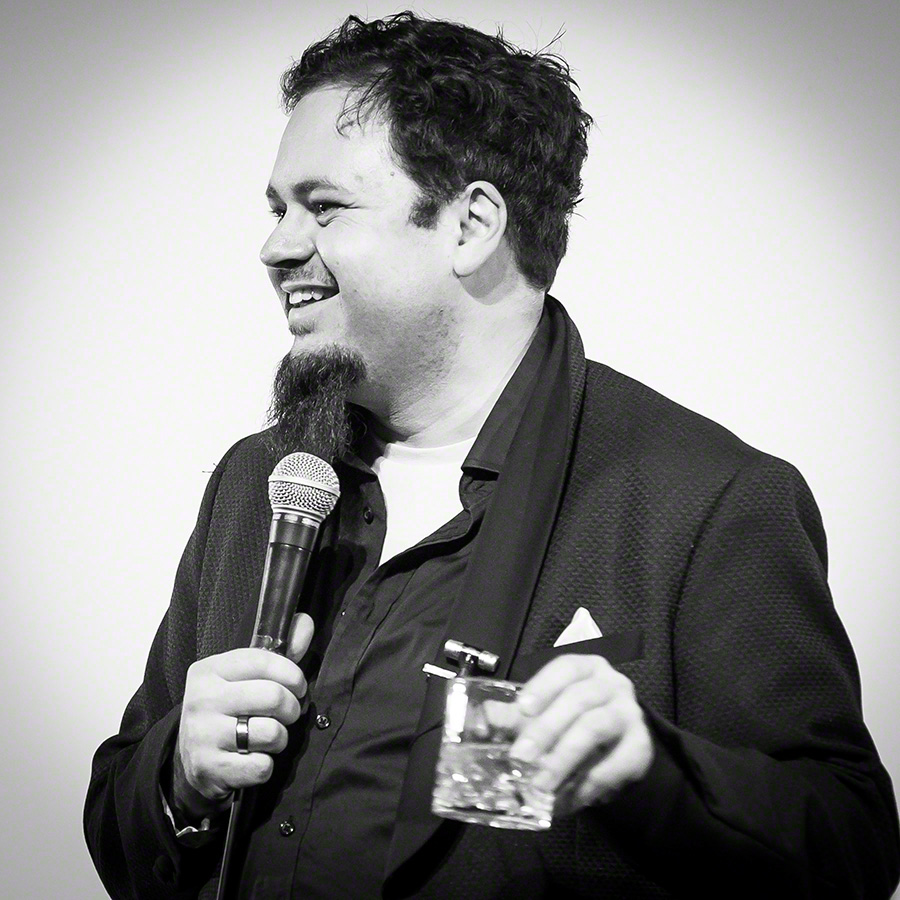
Dag Sørås i Oslo 2016.

Sørås satte som första norrman upp en egen helkvällsföreställning under Fringefestivalen i Edinburgh 2010, och blev också handplockad att vara publikuppvärmare för den amerikanske komikern Doug Stanhope under en vecka i London i september 2010. Han har även regelbundna shower i Storbritannien, och har också turnerat i Skandinavien, Finland, Island, Schweiz och Lettland.